# Biff à la Lindström

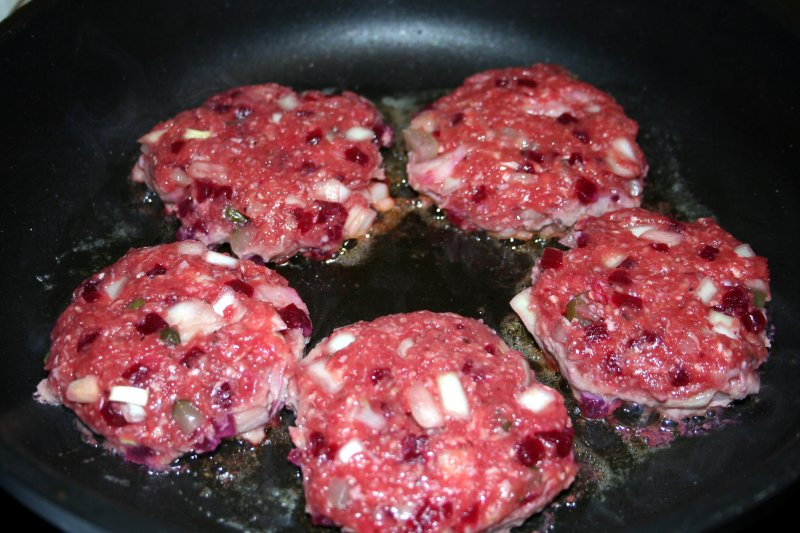
Biff à la Lindström i stekpannan.

Biff à la Lindström är en färsbiff gjord på gul lök, potatis, rödbetor, köttfärs och kapris.

## Ursprung
Namnet Lindström låter nog så svenskt, men biffen kan ha ryskt ursprung. Det är inte bara rödbetorna och kaprisen som talar för det. Enligt den vanligaste versionen var rättens upphovsman, kapten Henrik Lindström (1831–1910), född och uppvuxen i Sankt Petersburg. Lindström kom till Sverige som 20-åring och blev sedermera officer på Gotland. Han lär ha talat sju språk flytande och var rysk, fransk och spansk konsul i Visby.

## Traditioner
Det ska ha varit 1862 som Henrik Lindström besökte Hotell Witt i Kalmar och där introducerade sin biff i Sverige. Det skall ha gått till på så vis att han kom till hotellet med några goda vänner den 4 maj. Han ville låta dem smaka en rysk rätt som han brukade äta i Sankt Petersburg. Till bordet beställde Henrik in de ingredienser som behövs till biffen: skrapat oxkött av välhängt kött, finhackade rödbetor, potatis, lök, ägg, kapris, salt och vitpeppar. Vid bordet blandade hans vänner var och en sin biff efter Henriks anvisningar. Biffarna bars sedan ut i köket och stektes i smör i en het gjutjärnspanna. Resultatet blev mycket uppskattat, och sedan den dagen finns Biff à la Lindström alltid på Witts meny.
En annan Lindström som får äran för rätten är Adolf Henrik Lindstrøm som var den främste norske polarkocken. Han var med både på Fridtjof Nansens och Roald Amundsens fartyg och expeditioner till Sydpolen och genom Nordvästpassagen. Adolf Henrik Lindstrøm föddes år 1866, dvs fyra år efter Henrik Lindströms middag på hotell Witt i Kalmar. I sina memoarer skrev Lindstrøm följande om rätten: "Biff à la Lindström" att den gjordes på björnkött och serverades på alla Grand-hotell i Nordeuropa. Det finns även en svensk "Biff à la Lindström" gjord på nötfärs varvat med rödbetor. Polarkocken Lindstrøm gjorde också den här rätten, och sa att han fått receptet av en svensk hushållerska. Han var dock inte upphovsmannen till den maträtt många nu förknippar med honom.